# Saint-Jean-des-Vignes
Saint-Jean-des-Vignes is een gemeente in het Franse departement Rhône (regio Auvergne-Rhône-Alpes) en telt 396 inwoners (2004). De plaats maakt deel uit van het arrondissement Villefranche-sur-Saône.

## Geografie
De oppervlakte van Saint-Jean-des-Vignes bedraagt 2,6 km², de bevolkingsdichtheid is 152,3 inwoners per km².
De onderstaande kaart toont de ligging van Saint-Jean-des-Vignes met de belangrijkste infrastructuur en aangrenzende gemeenten.

## Demografie
Onderstaande figuur toont het verloop van het inwonertal (bron: INSEE-tellingen).